# Cyrtopogon popovi
Cyrtopogon popovi là một loài ruồi trong họ Asilidae. Cyrtopogon popovi được Lehr miêu tả năm 1966. Loài này phân bố ở vùng Cổ Bắc giới.